# Kokhanok (Alasca)
Kokhanok é uma Região censo-designada localizada no estado americano de Alasca, no Distrito de Lake and Peninsula.

## Demografia
Segundo o censo americano de 2000, a sua população era de 174 habitantes.

## Geografia
De acordo com o United States Census Bureau, a localidade tem uma área de 55,5 km², dos quais 55,2 km² cobertos por terra e 0,3 km² cobertos por água.

## Localidades na vizinhança
O diagrama seguinte representa as localidades num raio de 64 km ao redor de Kokhanok.